# Râul Vizăuți
Râul Vizăuți este un curs de apă, afluent al râului Putna. Cursul superior al râului este cunoscut și sub denumirea de Pârâul Alb

## Hărți
- Ovidiu Gabor - Economic Mechanism in Water Management  Arhivat în 5 martie 2009, la Wayback Machine.